# Rein Taaramäe
Rein Taaramäe   (Tartu, 24 d'abril de 1987) és un ciclista estonià, professional des del 2008. Actualment corre a l'equip Kinan Cycling Team.
En el seu palmarès destaquen nombrosos campionats nacionals en ruta i de contrarellotge individual, així com el Tour de l'Ain del 2009, dues etapes de la Volta a Espanya, una el 2011 i una altra el 2021; i una etapa al Giro d'Itàlia de 2016.

## Palmarès
- 2006
  -  Campió d'Estònia de contrarellotge sub-23
  - 1r al GP Ouest-France sots23
  - Vencedor d'una etapa a la Kreiz Breizh Elites
- 2007
  - Vencedor d'una etapa al Circuit de les Ardenes
- 2008
  - Vencedor de 2 etapes al Gran Premi de Portugal
  - Vencedor d'una etapa al Tour de l'Avenir
- 2009
  -  Campió d'Estònia en ruta
  -  Campió d'Estònia en contrarellotge
  -  Campió d'Estònia sub-23 en ruta
  - 1r al Tour de l'Ain i vencedor d'una etapa
  - Vencedor de la classificació de la muntanya a la Volta a Euskadi
- 2011
  -  Campió d'Estònia en contrarellotge
  - Vencedor d'una etapa a la Volta a Espanya
  - Vencedor de la classificació dels joves a la París-Niça
- 2012
  -  Campió d'Estònia en contrarellotge
- 2013
  -  Campió d'Estònia en ruta
- 2014
  - 1r al Tour del Doubs
  - Vencedor d'una etapa a la Volta a Turquia
- 2015
  - 1r a la Volta a Múrcia
  - 1r a la Volta a Burgos
  - 1r a l'Arctic Race of Norway
- 2016
  - 1r a la Volta a Eslovènia i vencedor d'una etapa
  - Vencedor d'una etapa al Giro d'Itàlia
- 2019
  -  Campió d'Estònia en contrarellotge
- 2021
  -  Campió d'Estònia en contrarellotge
  - Vencedor d'una etapa a la Volta a Espanya
- 2022
  -  Campió d'Estònia en contrarellotge
- 2023
  -  Campió d'Estònia en contrarellotge
- 2024
  -  Campió d'Estònia en contrarellotge
- 2025
  -  Campió d'Estònia en contrarellotge

### Resultats a la Volta a Espanya
- 2009. 74è de la classificació general
- 2011. Abandona (17a etapa). Vencedor d'una etapa
- 2016. Abandona (7a etapa)
- 2017. 148è de la classificació general
- 2021. 55è de la classificació general. Vencedor d'una etapa
- 2022. Abandona (17a etapa)
- 2023. No surt (14a etapa)
- 2024. Abandona (18a etapa)

### Resultats al Tour de França
- 2010. Abandona (13a etapa)
- 2011. 11è de la classificació general[1]
- 2012. 36è de la classificació general
- 2013. 102è de la classificació general
- 2014. 88è de la classificació general
- 2015. Abandona (11a etapa)
- 2018. Fora de control (12a etapa)
- 2019. 66è de la classificació general

### Resultats al Giro d'Itàlia
- 2016. 29è de la classificació general. Vencedor d'una etapa
- 2021. 51è de la classificació general
- 2022. 46è de la classificació general
- 2023. No surt (10a etapa)